# Nagurus cristatus
Nagurus cristatus is een pissebed uit de familie Trachelipodidae. De wetenschappelijke naam van de soort is voor het eerst geldig gepubliceerd in 1889 door Adrien Dollfus.